# Перамп (Невада)
Перамп (англ. Pahrump, від нум. Pah-Rimpi — водяний камінь) — місто в США, в окрузі Най штату Невада. Населення — 44 738 осіб (2020).

## Географія
Перамп розташований за координатами 36°14′28″ пн. ш. 116°1′9″ зх. д. / 36.24111° пн. ш. 116.01917° зх. д. (36.241110, -116.019165).  За даними Бюро перепису населення США в 2010 році місто мало площу 781,85 км², з яких 781,48 км² — суходіл та 0,37 км² — водойми.

### Клімат
Місто знаходиться у зоні, котра характеризується кліматом тропічних пустель. Найтепліший місяць — липень із середньою температурою 29.2 °C (84.5 °F). Найхолодніший місяць — січень, із середньою температурою 5.7 °С (42.2 °F).
| Клімат Перампа          | Клімат Перампа | Клімат Перампа | Клімат Перампа | Клімат Перампа | Клімат Перампа | Клімат Перампа | Клімат Перампа | Клімат Перампа | Клімат Перампа | Клімат Перампа | Клімат Перампа | Клімат Перампа | Клімат Перампа |
| Показник                | Січ.           | Лют.           | Бер.           | Квіт.          | Трав.          | Черв.          | Лип.           | Серп.          | Вер.           | Жовт.          | Лист.          | Груд.          | Рік            |
| Абсолютний максимум, °C | 26,1           | 30             | 32,2           | 36,1           | 41,7           | 46,1           | 47,2           | 46,1           | 43,9           | 39,4           | 31,1           | 25             | 47,2           |
| Середній максимум, °C   | 14,1           | 16,9           | 20             | 24,2           | 29,6           | 35,1           | 38,7           | 37,7           | 33,7           | 27,5           | 19,7           | 14,4           | 25,9           |
| Середня температура, °C | 5,7            | 8,6            | 11,3           | 15,2           | 20,4           | 25,3           | 29,2           | 28,2           | 23,7           | 17,3           | 10,3           | 5,7            | 16,7           |
| Середній мінімум, °C    | −2,8           | 0              | 2,7            | 6,2            | 11,2           | 15,5           | 19,6           | 18,6           | 13,7           | 7,1            | 1              | −3             | 7,5            |
| Абсолютний мінімум, °C  | −15,6          | −14,4          | −9,4           | −7,8           | −1,7           | 2,2            | 7,8            | 5,6            | 1,1            | −7,2           | −13,9          | −18,9          | −18,9          |
| Норма опадів, мм        | 17             | 21             | 14             | 8              | 5              | 2              | 8              | 8              | 9              | 6              | 9              | 14             | 121            |
| Днів з опадами          | 3              | 3              | 3              | 2              | 1              | 1              | 2              | 2              | 2              | 1              | 2              | 3              | 25             |
| Днів зі снігом          | 0,1            | 0              | 0              | 0              | 0              | 0              | 0              | 0              | 0              | 0              | 0              | 0,1            | 0,2            |
| ----------------------- | -------------- | -------------- | -------------- | -------------- | -------------- | -------------- | -------------- | -------------- | -------------- | -------------- | -------------- | -------------- | -------------- |
| Джерело: Weatherbase    |                |                |                |                |                |                |                |                |                |                |                |                |                |

## Демографія
Згідно з переписом 2010 року, у переписній місцевості мешкала 36 441 особа в 14 870 домогосподарствах у складі 10 054 родин. Густота населення становила 47 осіб/км².  Було 17824 помешкання (23/км²).
Расовий склад населення:
| - 86,1 % — білих - 2,1 % — чорних або афроамериканців - 1,4 % — азіатів - 1,1 % — корінних американців - 0,6 % — вихідців з тихоокеанських островів - 5,0 % — осіб інших рас |

До двох чи більше рас належало 3,6 %. Частка іспаномовних становила 12,9 % від усіх жителів.
За віковим діапазоном населення розподілялося таким чином: 19,9 % — особи молодші 18 років, 54,7 % — особи у віці 18—64 років, 25,4 % — особи у віці 65 років та старші. Медіана віку мешканця становила 49,7 року. На 100 осіб жіночої статі у переписній місцевості припадало 99,9 чоловіків;  на 100 жінок у віці від 18 років та старших — 98,3 чоловіків також старших 18 років.
Середній дохід на одне домашнє господарство  становив 51 212 долари США (медіана — 41 229), а середній дохід на одну сім'ю — 57 509 доларів (медіана — 46 788). Медіана доходів становила 50 769 доларів для чоловіків та 31 366 доларів для жінок. За межею бідності перебувало 18,9 % осіб, у тому числі 37,9 % дітей у віці до 18 років та 8,1 % осіб у віці 65 років та старших.
Цивільне працевлаштоване населення становило 10 612 особи. Основні галузі зайнятості: мистецтво, розваги та відпочинок — 19,5 %, освіта, охорона здоров'я та соціальна допомога — 16,2 %, роздрібна торгівля — 12,6 %, будівництво — 9,4 %.